# Nikola Topić
Nikola Topić (in serbo Никола Топић?; Novi Sad, 10 agosto 2005) è un cestista serbo, professionista nella NBA con gli Oklahoma City Thunder.
È il figlio di Milenko Topić, ex cestista ed allenatore di pallacanestro.

## Statistiche

### NBA

#### Regular Season
| Anno      | Squadra          | PG | PT | MP | TC% | 3P% | TL% | RP | AP | PRP | SP | PP |
| --------- | ---------------- | -- | -- | -- | --- | --- | --- | -- | -- | --- | -- | -- |
| 2024-2025 | Oklahoma Thunder | 0  | 0  | -  | -   | -   | -   | -  | -  | -   | -  | -  |
| Carriera  | Carriera         | 0  | 0  | -  | -   | -   | -   | -  | -  | -   | -  | -  |

### Eurolega
| Anno      | Squadra      | PG | PT | MP   | TC%  | 3P% | TL% | RP  | AP  | PRP | SP  | PP  |
| --------- | ------------ | -- | -- | ---- | ---- | --- | --- | --- | --- | --- | --- | --- |
| 2021-2022 | Stella Rossa | 1  | 0  | 2,3  | 0,0  | -   | -   | 0,0 | 0,0 | 0,0 | 0,0 | 0,0 |
| 2022-2023 | Stella Rossa | 2  | 0  | 4,1  | 0,0  | 0,0 | -   | 1,0 | 0,5 | 0,0 | 0,0 | 0,0 |
| 2023-2024 | Stella Rossa | 2  | 2  | 15,4 | 37,5 | 0,0 | 100 | 1,5 | 3,5 | 0,5 | 0,0 | 3,5 |
| Carriera  | Carriera     | 5  | 2  | 8,2  | 27,3 | 0,0 | 100 | 1,0 | 1,6 | 0,2 | 0,0 | 1,4 |

## Palmarès

### Squadra
- Campionato serbo: 1

Stella Rossa: 2023-2024
- Lega Adriatica: 2

Stella Rossa Belgrado: 2021-2022, 2023-2024
- Coppa di Serbia: 1

Stella Rossa: 2024
- Campionato NBA: 1

Oklahoma City Thunder: 2025

### Individuale
- Quintetto ideale della Juniorska ABA Liga: 2

Stella Rossa Belgrado: 2022-23
- Quintetto ideale della ABA Liga: 1

Stella Rossa: 2023-24
- Miglior prospetto della Lega Adriatica: 1

Stella Rossa: 2023-24